# Меркатело сул Метауро
Меркатело сул Метауро (итал. Mercatello sul Metauro) је насеље у Италији у округу Пезаро и Урбино, региону Марке.
Према процени из 2011. у насељу је живело 1198 становника. Насеље се налази на надморској висини од 430 м.

## Становништво
| 1936. | 1951. | 1961. | 1971. | 1981. | 1991. | 2001. | 2011. |
| ----- | ----- | ----- | ----- | ----- | ----- | ----- | ----- |
| 2.722 | 2.919 | 2.363 | 1.872 | 1.589 | 1.499 | 1.448 | 1.437 |